# Hello Dankness
Hello Dankness ist ein australischer Experimentalfilm unter der Regie von Soda Jerk aus dem Jahr 2022. Der Film feierte seine Weltpremiere im Oktober 2022 auf dem Adelaide Film Festival. Die internationale Premiere folgte am 19. Februar 2023 auf der Berlinale in der Sektion Panorama.

## Handlung
Der Film besteht ausschließlich aus hunderten raubkopierten Filmschnipseln und Medienbildern. Er ist ein satirisches Vorstadtmusical, das zeigt, wie sich das kulturelle Geschehen der Jahre 2016 bis 2021 unter Donald Trump auf die Psyche der Menschen ausgewirkt hat. In einem erfundenen amerikanischen Vorstadtviertel bilden sich Verschwörungszirkel, schädliche Einflüsse auf den Zusammenhalt werden deutlich, gegenwärtige kulturelle Werte werden lustvoll auf den Prüfstand gestellt. Die Covid-19-Pandemie ist zusätzlich zu den Wahlen in den Vereinigten Staaten von 2016 und 2020 ebenso ein Thema wie Black Lives Matter.
Aktuelle Ereignisse aus dieser Zeit werden wie in einer Collage in einen neuen Zusammenhang gestellt und mit witzigen Kommentaren unterlegt. Nur an wenigen Stellen wird altes Material, etwa Ausschnitte aus Filmklassikern, dazu benutzt, Parallelen zu gegenwärtigen Entwicklungen aufzuzeigen.
Der Film beginnt mit der Pepsi-Cola-Werbung in der Form, in die sie von Kendall Jenners Protestbewegung gebracht wurde. Bereits hier wird deutlich, dass es im Film um das Ende von Wirklichkeit geht. Tom Hanks aus Meine teuflischen Nachbarn unterstützt in Hello Dankness Bernie Sanders. Reyn Doi aus dem Film Barb and Star Go to Vista Del Mar aus dem Jahr 2021 stapelt Zeitungen auf Vorgartenrasen, Seth Rogen and Rose Byrne aus Bad Neighbours kommen aus ihren Häusern und Annette Bening aus American Beauty, in Hello Dankness Unterstützerin von Hillary Clinton, fährt die Straße entlang. Mike Myers aus Wayne’s World (1992) kommt ebenso vor wie Ice Cube aus Next Friday (2000), und die Teenager aus PEN15 (2019–21) sind auch mit von der Partie. Verschiedene Versionen von Seth Rogen fließen in einer Figur zusammen, Jesse Eisenberg erfindet Facebook (The Social Network, 2010), liefert Pizzas aus (30 Minutes oder weniger) und tötet Zombies (Zombieland, 2009).
Dann werden andere Seiten der Politik gezeigt – Bruce Dern aus Meine teuflischen Nachbarn wählt offensichtlich nicht die Demokraten.
Hello Dankness ist eine Mischung aus griechischer Tragödie, politischer Satire und Film über bekiffte Zombies, in dem sich auch Einflüsse der Internetkultur finden.

## Produktion

### Filmstab
Regie führte das Filmduo Soda Jerk, die Schwestern Dan und Dominique Angeloro. Es hat sich auf Experimentalfilme spezialisiert, verfolgt einen tabulosen dokumentarischen Ansatz und arbeitet auf der Basis von vorgefundenem Material. Das Interesse liegt dabei auf der Frage, wie Bilder sich verbreiten, wem sie nützen und wie sie wieder aus der Welt geschafft werden können. Beim Adelaide Film Festival wurde Hello Dankness im Rahmen von Soda Jerks Einzelausstellung Open Sauce gezeigt, in deren Rahmen auch Vorführungen ihrer kontrovers rezipierten politischen Fabel Terror Nullius (2016) und eine große Installation von The Was (2015) enthielt, einer Zusammenarbeit von Soda Jerk mit The Avalanches im Bereich Video.
Soda Jerk waren auch für Drehbuch, Sound Design und für den Filmschnitt verantwortlich.

### Produktion und Förderungen
Produziert wurde der Film ebenfalls von Soda Jerk.

### Veröffentlichung
Der Film feierte seine Weltpremiere am 18. Oktober 2022 auf dem Adelaide Film Festival in Australien. Am 19. Februar 2023 folgte auf der Berlinale die internationale Premiere in der Sektion Panorama.

## Rezeption
Luke Buckmaster vom Guardian schrieb lobend, die Popkultur verarbeite zwar an vielen Stellen Inhalte erneut, hier aber werde dieser Vorgang offengelegt, verstärkt und verdichtet.

## Auszeichnungen und Nominierungen
In der Sektion „Panorama“ der Berlinale ist der Film in der Auswahl für den Panorama-Publikumspreis sowie für die Filmpreise der unabhängigen Jurys, unter anderem für den Preis der Ökumenischen Jury und den FIPRESCI-Preis.